# Herman VI de Baden-Baden
Herman VI (vers 1226 - 4 d'octubre de 1250) fou marcgravi de Baden de la línia de Baden-Baden, i marcgravi titular de la marca de Verona de 1243 fins a la seva mort. Pertanyia a la casa de Zähringen i era fill del marcgravi Herman V de Baden-Baden i de la comtessa palatina Irmengarda del Rin, filla del comte palatí del Rin Enric V. Va succeir al seu pare a Baden el 16 de gener de 1243.
El 1248 es va casar amb Gertrudis d'Àustria o de Babenberg, neboda del darrer duc d'Àustria (i Estíria) de la casa de Babenberg, Frederic II el Bataller (1230–1246), i pels drets de la seva dona va reclamar els ducats d'Àustria i Estíria, deixant el govern de Baden-Baden al seu germà Rodolf I de Baden-Baden. No obstant els ducats ja eren reclamats per Ottokar, fill del rei de Bohèmia, futur Ottokar II, que s'havia casat amb Margarida de Babenberg (o d'Àustria) la germana gran de Frederic. Segons el Privilegium Minus donat al seu temps per l'emperador Frederic I el 1156, les terres d'Àustria podien heretar-se per via femenina; Herman de Baden fins i tot va obtenir el consentiment del papa Innocenci IV. Malgrat tot, Herman i després el seu fill Frederic (després Frederic I de Baden) no van aconseguir establir-se sòlidament a Àustria i Estíria per la resistència de la noblesa local que preferia a Ottokar. La mort d'Herman VI, va debilitar encara més la seva reclamació. Quan Ottokar II es va dirigir a Àustria el 1251, va haver de fugir a Baden.

## Família
El marcgravi i la seva esposa van tenir a:
- Frederic I de Baden-Baden, marcgravi de Baden (nascut 1249, mort 1268)